# Tancut Alimasi Orchestra
La Tancut Alimasi Orchestra è una orchestra tanzaniana di musica dansi. Come altre orchestre dansi, è amministrata e finanziata da una organizzazione parastatale, in questo caso la compagnia nazionale delle industrie del diamante. Ha sede a Iringa. Nella sua formazione hanno militato diversi musicisti provenienti dalla Orchestra Maquis Original.